# Чапаевка (Ельский район)
Чапаевка (бел. Чапаеўка; до 1938 года Гнойное) — упразднённая деревня в Старовысоковском сельсовете Ельского района Гомельской области Белоруссии.
В связи с радиационным загрязнением после катастрофы на Чернобыльской АЭС жители переселены в чистые места.

## География

### Расположение
В 32 км от районного центра и железнодорожной станции Ельск (на линии Калинковичи — Овруч), в 209 км от Гомеля.

## Гидрография
На юге и севере мелиоративные каналы, соединённые с Высоко-Махновичским каналом.

## Транспортная сеть
Транспортные связи по просёлочной, затем автомобильной дороге Старое Высокое — Ельск. Планировка состоит из короткой, широтно ориентированной улицы, которая на востоке раздваивается. Застроена неплотно деревянными домами усадебного типа.

## История
По письменным источникам известна с XIX века как селение в Мозырском уезде Минской губернии. Согласно переписи 1897 года хутор в Скороднянской волости. В 1917 году деревня. В 1920 году в наёмном доме открыта школа. В 1929 году создан колхоз «Творец труда», имелись ветряная мельница (с 1920 года) и кузница. Во время Великой Отечественной войны в июле 1942 года оккупанты сожгли деревню и убили 2 жителей. В мае 1943 года здесь состоялся митинг партизан и жителей посвящённый переходу словаков на сторону партизан. Ян Налепка (начальник штаба 101-го словацкого полка, который в ночь с 14 на 15 мая 1943 года перешли на сторону партизан). 32 жителя погибли на фронтах. Согласно переписи 1959 года входила в состав колхоза «Звезда» (центр — деревня Старое Высокое).
С 29 ноября 2005 года исключена из данных по учёту административно-территориальных и территориальных единиц.

## Население

### Численность
- 1990-е — жители переселены.

### Динамика
- 1897 год — 14 дворов, 95 жителей (согласно переписи).
- 1917 год — 180 жителей.
- 1925 год — 35 дворов.
- 1940 год — 56 дворов.
- 1959 год — 166 жителей (согласно переписи).
- 1990-е — жители переселены.